# Мирнівська сільська рада (Джанкойський район)
Ми́рнівська сільська́ ра́да — адміністративно-територіальна одиниця та орган місцевого самоврядування у Джанкойському районі Автономної Республіки Крим. Адміністративний центр — село Мирнівка.

## Загальні відомості
- Населення ради: 5 284 особи (станом на 2001 рік)

## Населені пункти
Сільській раді підпорядковані населені пункти:
- с. Мирнівка
- с. Дніпровка
- с. Костянтинівка
- с. Рисакове
- с. Тимофіївка

## Склад ради
Рада складалася з 30 депутатів та голови.
- Голова ради: Терещенко Наталя Володимирівна
- Секретар ради: Шевчук Ірина Анатоліївна

### Керівний склад попередніх скликань
| Прізвище, ім'я, по батькові     | Основні відомості                                                         | Дата обрання | Дата звільнення |
| ------------------------------- | ------------------------------------------------------------------------- | ------------ | --------------- |
| Терещенко Наталія Володимирівна | Сільський голова, 1960 року народження, позапартійна                      | 26.03.2006   | 31.10.2010      |
| Терещенко Наталя Володимирівна  | Сільський голова, 1960 року народження, освіта вища, член Партії регіонів | 31.10.2010   |                 |

Примітка: таблиця складена за даними сайту Верховної Ради України

### Депутати
За результатами місцевих виборів 2010 року депутатами ради стали:

#### За суб'єктами висування
| Суб'єкт висування | Кількість обраних депутатів | %    |
| ----------------- | --------------------------- | ---- |
| Партія регіонів   | 28                          | 93,3 |
| Самовисування     | 2                           | 6,7  |

#### За округами
| № округу        | Прізвище, ім'я, по батькові       | Дата визнання обраним | Освіта  | Партійна приналежність | Відомості про обраного депутата                                   |
| --------------- | --------------------------------- | --------------------- | ------- | ---------------------- | ----------------------------------------------------------------- |
| Партія регіонів |                                   |                       |         |                        |                                                                   |
| 1               | Оленева Лариса Володимирівна      | 02.11.2010            | середня | позапартійна           | тимчасово не працює                                               |
| 2               | Вишковська Світлана Євгенівна     | 02.11.2010            | вища    | член Партії регіонів   | Мирнівська сільська рада, інспектор військового облікового обліку |
| 3               | Шевчук Ірина Анатоліївна          | 02.11.2010            | вища    | член Партії регіонів   | Мирнівська сільська рада, секретар                                |
| 4               | Біба Оксана Дмитрівна             | 02.11.2010            | вища    | позапартійна           | Рисаковський дошкільний навчальний заклад, завідуюча              |
| 6               | Гришанович Тетяна Леонідівна      | 02.11.2010            | середня | позапартійна           | пенсіонер                                                         |
| 7               | Сташкевич Ганна Михайлівна        | 02.11.2010            | середня | член Партії регіонів   | Мирнівська сільська школа, двірник                                |
| 8               | Покотило Олена Анатоліївна        | 02.11.2010            | середня | член Партії регіонів   | Мирнівська сільська рада, головний бухгалтер                      |
| 9               | Остапчук Валерій Васильович       | 02.11.2010            | вища    | член Партії регіонів   | Мирнівська сільська школа, вчитель                                |
| 10              | Зіневич Світлана Євнегівна        | 02.11.2010            | середня | член Партії регіонів   | приватний підприємець                                             |
| 11              | Абдуллаева Ельмира Курталіївна    | 02.11.2010            | вища    | член Партії регіонів   | Рисаковський фельдшеро-акушерський пункт, фельдшер                |
| 12              | Романча Надія Карпівна            | 02.11.2010            | середня | член Партії регіонів   | пенсіонер                                                         |
| 14              | Кангур Олексій Валентинови        | 02.11.2010            | вища    | член Партії регіонів   | Мирнівська сільська школа, спеціаліст по земельним питанням       |
| 15              | Парфоєв Анатолій Анатолійович     | 02.11.2010            | середня | член Партії регіонів   | тимчасово не працює                                               |
| 16              | Аяр Алім Асанович                 | 02.11.2010            | середня | член Партії регіонів   | тимчасово не працює                                               |
| 17              | Абсеітов Нурсеід Сейдахметович    | 02.11.2010            | вища    | позапартійний          | тимчасово не працює                                               |
| 18              | Челебієв Ескандер Решатович       | 02.11.2010            | середня | позапартійний          | тимчасово не працює                                               |
| 19              | Швець Любов Дмитрівна             | 02.11.2010            | середня | член Партії регіонів   | тимчасово не працює                                               |
| 20              | Балабушка Василь Станіславович    | 02.11.2010            | середня | член Партії регіонів   | пенсіонер                                                         |
| 21              | Євдокімова Світлана Дмитрівна     | 02.11.2010            | вища    | член Партії регіонів   | Джанкойська РДА, інспектор                                        |
| 22              | Письменна Алла Василівна          | 02.11.2010            | середня | член Партії регіонів   | тимчасово не працює                                               |
| 23              | Цирюпа Ірина Іванівна             | 02.11.2010            | середня | член Партії регіонів   | Мирнівська сільська рада, касир                                   |
| 24              | Урбанець Леонід Володимирович     | 02.11.2010            | вища    | позапартійний          | пенсіонер                                                         |
| 25              | Омельченко Світлана Володимирівна | 02.11.2010            | середня | член Партії регіонів   | тимчасово не працює                                               |
| 26              | Омельянчук Олександр Іванович     | 02.11.2010            | середня | член Партії регіонів   | воєнізована охорона, охоронець                                    |
| 27              | Зайцев Іван Андрійович            | 02.11.2010            | середня | член Партії регіонів   | районне дорожньоремонтнобудівельне управління, головний енергетик |
| 28              | Логвінова Олена Олегівна          | 02.11.2010            | вища    | член Партії регіонів   | Приднепровська зализниця, чергова                                 |
| 29              | Москаленко Анатолій Федорович     | 02.11.2010            | середня | член Партії регіонів   | пенсіонер                                                         |
| 30              | Бекіров Садик                     | 02.11.2010            | середня | член Партії регіонів   | пенсіонер                                                         |
| Самовисування   |                                   |                       |         |                        |                                                                   |
| 5               | Крилова Олена Володимирвіна       | 02.11.2010            | вища    | позапартійна           | Мирнівська сільська рада, діловод                                 |
| 13              | Євдоченко Ольга Іванівна          | 02.11.2010            | середня | позапартійна           | ПП"ФОД", масажник                                                 |